# Улична мудрост (1984)

Улична мудрост (енгл. Streetwise) је документарни филм редитеља Мартина Бела из 1984. који приказује животе младих бескућника на улицама Сијетла. То је уследило након чланка у часопису Life из јула 1983. године, „Улице изгубљених“, списатељице Шерил Мекол и фотографкиње Мери Елен Марк.

## Заплет
Стреетвисе приказује животе девет очајних тинејџера. Бачени премлади у покварени, одрасли свет, ови бегунци и одметници преживљавају, али једва. Пацов, тражи храну и вредности по контејнерима; Тајни, тинејџерка проститутка; Шејли, она с бебиним лицем; и Дивејн, преварант, сви су старији од својих правих година. Сви су малолетници који се боре за живот и љубав на улицама центра Сијетла у Вашингтону.

## Након филма
- Роберта Џозеф Хејс је последњи пут виђена како одлази у затвор у Портланду, Орегон. Након што се вратила у Сијетл, покупио ју је Гери Риџвеј. Њено задављено тело пронађено је тек 11. септембра 1991. Роберта је постала жртва убице из Грин Ривера #44.
- ДиВејн Померој: Као што је приказано у филму, обесио се у јулу 1984, дан пре свог 17. рођендана. Неки од уличних клинаца су пустили балон и засадили дрво у парку Фривеј у знак сећања на њега. Његова прича и однос са оцем преступником били су инспирација за филм Америчко срце из 1992. са Џефом Бриџисом у главној улози, са Едвардом Ферлонгом који је играо Девејнову улогу.
- „Мали Џастин“ Рид Еарли је написао књигу „Дете улице: Мемоари“, засновану на његовом искуству бескућника и сада ради као адвокат за младе бескућнике.
- Лу Елен "Лулу" Кауч је смртно избодена ножем од стране мушкарца у једној аркади у децембру 1985. године у доби од 22 године док је покушавала да одбрани девојку која је била нападнута. Њене последње речи су биле: "Реци Мартину и Мери Елен да је Лулу умрла".
- Пети је умрла од последица сиде 1993. у 27. години.
- Пацов је ожењен, има децу и има унуке.
- Сенка је радио као столар и чувар.
- Ерин Блеквел ("Тајни"): Када је филм номинован за Оскара 1984. за документарац, Тајни је присуствовала церемонији доделе Оскара са Белом и Марком. Након тога, њен живот се није радикално променио. Марк се враћао у Сијетл да би фотографисао њу много пута од 1983. године, а фотографије Тајни су се појавиле у Марковим каснијим књигама које откривају да је у годинама након пројеката, Тајни наставила са проституцијом, постала зависница од дроге и родила десеторо деце, чији су очеви неколико различитих мушкараца. 1993. године, 10 година након снимања филма, била је представљена у информативном програму АБЦ под називом Тајнина прича. Средином 2000-их, међутим, Марк и Белов 23-минутни филм Ерин открио је да се Тини средила и скрасила са мужем и малолетном децом.
- Патрис Питс: најпознатији у филму по свађи са уличним проповедником - остао је бескућник након снимања и борио се са тешком зависношћу од дроге. Питс је 29. јануара 2017. убијен из ватреног оружја испред хотела Сент Чарлс. Две особе су касније ухапшене због убиства 52-годишњег Питса.